# Fáfnir
Fáfnir (in norreno e islandese: "colui che abbraccia [il tesoro?]") anche detto Fáfner o Frænir, è un personaggio ambiguo (prima buono e poi malvagio) della mitologia scandinava. Inizialmente nano, secondo la Saga dei Völsungar, successivamente si trasformò in un lindworm (serpe-drago privo di ali) per la sua avidità.

## Fáfnir nel mito
Figlio del re nano Hreiðmarr e fratello di Reginn e Ótr nella Saga dei Völsungar Fáfnir era un nano dotato di un potente braccio e uno spirito coraggioso, ed era il più forte e aggressivo dei tre figli di Hreiðmarr; faceva la guardia alla dimora di suo padre, costruita completamente in oro puro e adornata di gemme preziose. La storia di Fáfnir viene raccontata da suo fratello Reginn al figlio adottivo Sigfrido (Sigurd): dopo che Loki uccise per sbaglio Ótr, Hreiðmarr ricevette l'anello di Andvari dal dio per rimediare alla perdita del figlio. Fáfnir, saputo dell'anello magico, Andvaranautr, uccise il padre per impossessarsene, senza dividere le ricchezze del padre col fratello Reginn che aveva partecipato all'omicidio.
Trasformatosi in serpe o drago (simbolo di avidità) nascose il proprio tesoro in una caverna nella foresta; venne poi ucciso da Sigfrido, munito della pregiata spada Gramr. Sigfrido si lavò dunque nel sangue di Fáfnir, che lo rese invulnerabile, tranne che per un punto della spalla dove si era posata una foglia, e dopo averne assaggiato il cuore imparò il linguaggio degli animali (secondo la mitologia norrena, infatti, i draghi conoscono tutti i linguaggi e si servono di essi per ingannare). Prima di morire Fáfnir ammonì Sigfrido che l'anello sarebbe stato la sua rovina, senza però venire ascoltato.
Dopo che il drago venne ucciso, Reginn si recò dal figlio adottivo, pianificando di ucciderlo per ottenere per sé il tesoro del drago. Tuttavia Sigfrido, avendo assaggiato il sangue di Fáfnir e origliando una discussione di alcuni uccelli, scoprì i piani del perfido patrigno. Decise così di uccidere Reginn, decapitandolo con la sua spada. Scelse inoltre di conservare parte del cuore di Fáfnir, per offrirlo in dono a Gudrun dopo le nozze.
Alcune versioni della leggenda descrivono con maggiore precisione il tesoro di Fáfnir, tra cui spiccano le spade Ridill e Hrotti, un elmo fatato (capace di instillare la paura nei nemici del suo portatore) e una cotta di maglia dorata.

## Fáfnir nella cultura moderna

### Musica
- Il mito di Fáfnir è ripreso dalla celebre opera di Richard Wagner, L'anello del Nibelungo, dove è però denominato Fáfner. Nel dramma di Wagner, tuttavia, Fáfner è originariamente non un nano bensì un gigante Jǫtunn, poi trasformato in drago per difendere meglio il tesoro di suo padre.
- Nel 2019 la band melodic death metal svedese Amon Amarth tratta la storia di Fafner nella prima traccia dell’album Berserker, Fafner’s Gold.

### Libri
- Il personaggio di Gollum, nella saga Il Signore degli Anelli di J. R. R. Tolkien, sembra parzialmente ispirato a Fáfnir, in quanto corrotto dall'avidità e trasformato in una bieca creatura devota solo alla difesa del suo bene più prezioso, l'anello. E proprio il tema dell'anello maledetto, simbolo dell'avidità, è centrale tanto nella Saga dei Völsungar quanto nell'opera di Tolkien; pure il personaggio di Smaug, drago a guardia di un preziosissimo tesoro, potrebbe essere ispirato a Fáfnir; analogamente, lo stratagemma con cui Sigfrido uccide Fafnir è richiamato nel Silmarillion nella lotta tra l'eroe Túrin e il drago Glaurung.
- Nelle Cronache di Narnia il personaggio di Eustace Scrubb subisce la trasformazione in drago perché corrotto da un tesoro maledetto, sebbene tale metamorfosi sia involontaria e il personaggio diventi più altruista e non più malvagio in seguito all'evento.
- Appare anche nel libro I guardiani del giorno di Sergej Luk'janenko.
- La storia di Fafnir viene riadattata anche nella saga di Rick Riordan "Magnus Chase e gli dei di Asgard"[11]
- Nella serie Wizards of Mickey, Fafnir è il nome del cucciolo di drago che Paperino porta con sé.

### Film e televisione
- La storia del drago e di Sigfrido è ampiamente ed accuratamente trattata nel film TV del 2004 La saga dei Nibelunghi del regista tedesco Uli Edel.

- Nell'anime Mrs.Kobayashi's dragon maid, uno degli amici della protagonista, Tohru, è proprio Fafnir, trasformatosi da dragone avido di ricchezze a hikikomori amante di videogiochi, soprattutto quelli in cui può collezionare tesori.
- Nella serie animata Fate/Apocrypha l'homunculus Sieg, una volta esauriti tutti e tre gli incantesimi di comando posseduti, inizia a mutare in Fáfnir. Questo processo verrà poi accelerato grazie ad un desiderio espresso al Graal Maggiore.
- Il nome Fafner compare anche nel titolo dell'anime Sōkyū no Fafner.

### Videogiochi
- Nel videogioco God of War, è possibile visitare il deposito di Fáfnir e in seguito sarà anche possibile trovare lo stesso Fáfnir mutato in drago.

## Traduzioni
- (NO) Vǫlsunga saga (PDF), traduzione di R.G. Flinch, Nelson, 1965  [tardo XIII secolo]. - Testo bilingue con traduzione in inglese
- (EN) The Saga of the Volsungs: The Norse Epic of Sigurd the Dragon Slayer, traduzione di Jessie L. Blyock, University of California Press, 20 ottobre 2001  [1990], ISBN 978-0-520-92835-0.
- (EN) The Saga of the Volsungs[collegamento interrotto], traduzione di Erìkr Magnùsson e William Morris, Stilwell, Digireads.com Publishing, 2005, ISBN 1-4209-2666-7.